# Armadilloniscus bulgaricus
Armadilloniscus bulgaricus is een pissebed uit de familie Detonidae. De wetenschappelijke naam van de soort is voor het eerst geldig gepubliceerd in 1941 door Frankenberger.